# ذباب سارق
ذباب سارق أو فوق عائلة اسيليوديا أو فوق عائلة الذباب السارق (الاسم العلمي: Asiloidea)، فصيلة عليا من ذوات الجناحين وهي كبيرة جدًا. تنتشر في كافة أنحاء العالم، العديد من الأنواع تعيش في الموائل الجافة الرملية.